# American Raspberry
Pour plus de détails, voir Fiche technique et Distribution.
American Raspberry est un film parodique comique américain réalisé par Bradley R. Swirnoff et sorti en 1977. Il tourne en dérision plusieurs films des années 1970 dont Faites-le avec les doigts, Tunnel Vision, Hamburger film sandwich et Cheeseburger film sandwich.

## Synopsis
Les programmes sont remplacer par des diffusions de mauvais gout.

## Fiche technique
- Titre original : American Raspberry
- Réalisation : Bradley R. Swirnoff
- Scénario : John Baskin, Stephen Feinberg, Roger Shulman et Bradley R. Swirnoff
- Photographie : Matthew F. Leonetti
- Montage : Geoffrey Rowland
- Musique : Ken Lauber
- Producteur : Marc Trabulus
  - Producteur délégué : Robin French
  - Producteur associé : David Hoberman
- Sociétés de production : Chartwell Films et Warner Bros.
- Sociétés de distribution : Cannon Films
- Pays d'origine :  États-Unis
- Langue originale : anglais
- Format : couleur
- Genre : Comédie et parodie
- Durée : 75 minutes
- Dates de sortie :
  - États-Unis : 1977

## Distribution
- Warren Oates : le sportif célèbre
- Kinky Firedman : Ole Ben Lucas
- Dick O'Neill : Général Andrews
- Joanna Cassidy : Lisa Allen
- George Furth : le président
- Fred Dryer : lui-même
- Harris Yulin : Charles Conlin
- Murphy Dunne : Danny Dumont
- Art Fleming : Colonel Grant
- Royce D. Applegate : l'annonceur de miracle
- Jordan Cohen : le garçon dans les bigorneaux
- Twink Caplan : Louise
- Ken Davitian : le gros barman
- Laurie Zimmer : la fille dans le miracle
- Ben Frommer : le comte
- Stephen Furst : le joueur de gin gros
- Larry Gelman : l'homme avec des courses
- Bradley Green : le scout
- Basil Hoffman : le conseiller présidentiel
- Rosanne Katon : Laura Franklin
- Marvin Miller : Henry Wideman
- Nancy Parsons : Lady Mailperson
- Philip Roth : Docteur Burns
- Lucy Saroyan : Connie
- Harry Shearer : l'ami de Tucker
- David Spielberg : M. Dorset